# Firjan
I Firjān (in arabo ﺍﻟﻔﺮﺟﺎﻥ‎?, al-Firjān) sono una tribù araba del NE della Libia, ampiamente stanziata nella regione di Sirte, Ajdābiya e Benghazi.

## Insurrezione del 2011
Mentre numerosi Firjāni hanno raggiunto le file dei rivoltosi contro il regime dittatoriale di Muʿammar Gheddafi (la massima parte ad Ajdābiya e Benghazi) le scelte di altri Firjāni non sono state chiaramente espresse. Khalifa Belqasim Haftar, l'attuale comandante dell'esercito dei rivoltosi è un Firjāni. Suo fratello è il capo della comunità Firjāni a Benghazi.